# Dietelia portoricensis
Dietelia portoricensis är en svampart som först beskrevs av Whetzel & L.S. Olive, och fick sitt nu gällande namn av Buriticá & J.F. Hennen 1980. Dietelia portoricensis ingår i släktet Dietelia och familjen Pucciniosiraceae.   Inga underarter finns listade i Catalogue of Life.